# Caudium
CaudiumはGPLの下で提供されているオープンソースのWebサーバプログラムである。

## 特徴
- 多重化I/Oを用いて高速にコンテンツを配信することができる。動的に生成されるページについてはマルチスレッドをサポートしている。
- ウェブブラウザ上でサーバの設定を行うためのインタフェースが装備されている。
- RXMLというHTMLライクなビルトインのテンプレート機構を持つ。
- スクリプト言語のPikeを標準でサポートしている。
- ブラウザの性能データベースを標準で装備している。
- さまざまなUnix系オペレーティングシステム上で動作する（Linux、OpenBSD、NetBSD、Solaris、AIX、Mac OS Xなど）